# Nordische Skiweltmeisterschaften 1958
Die 22. Nordischen Skiweltmeisterschaften fanden in der Zeit vom 4. bis 9. März 1958 in der finnischen Stadt Lahti statt, zum dritten Mal nach 1926 und 1938. Laut Angaben der FIS wurde mit insgesamt 200.000 Zusehern ein neuer Besucherrekord registriert.

## Zuschlag an Lahti
Die Nominierung von Lahti erfolgte am 2. Juni 1955 im Rahmen des 20. FIS-Kongresses in Montreux. Gegenkandidaten waren Banff in Kanada und Squaw Valley im US-Bundesstaat Kalifornien.

## Eröffnung und erste organisatorische Angelegenheiten

### Staatspräsident Kekkonen eröffnet die Weltmeisterschaften
Um 19 Uhr Ortszeit (=18 Uhr MEZ) des 1. März (Samstag) paradierten fast achthundert Konkurrenten aus neunzehn Ländern im großen Skistadion vor dem finnischen Staatspräsidenten Urho Kekkonen und rund 60.000 Zuschauern.
Argentinien fehlte, weil dessen einziger Sportler nicht rechtzeitig eingetroffen war, sodass lediglich die weiße Flagge mit den blauen Längsstreifen durch einen Pfadfinder hereingetragen wurde. Präsident Kokkonen führte in seiner Ansprache aus, dass in den nordischen Ländern der Skilauf ein Teil des täglichen Lebens sei und einen sehr hohen Rang unter den Sportarten hat. Finnland, das gerade das goldene Jubiläum seines Skiverbandes feierte, sei sehr glücklich, dass ihm die Ehre zuteilwurde, diese Weltmeisterschaften zu organisieren. Danach ertönte eine Fanfare, die Scheinwerfer richteten sich auf den Hauptflaggenmast, an dem Finnlands weiße Fahne mit dem blauen Kreis aufgezogen wurde. Einen weiteren Willkommensgruß entbot FIS-Präsident Marc Hodler.
Nach der Eröffnungsfeier fand ein Schauspringen auf der das Stadion überschattenden Salpausselkä-Schanze statt.

### Einzug in die Quartiere, Auslosungen
Schon vor der Eröffnung hatte es die Auslosung des 15-km-Langlaufes der Männer und 10-km-Laufs der Frauen gegeben. Bereits am Morgen des 1. März hatten alle Teams mit Ausnahme von Finnland und der UdSSR im großen Gewerbeschulhaus von Lahti Quartier bezogen.
Zuvor waren fast alle Mannschaften im Trainingsquartier Pajulahti gewesen, 20 km von Lahti entfernt. Das UdSSR-Team hatte sich geweigert, ebenfalls ins Hauptquartier zu ziehen und blieb in Pajulahti. Die Finnen hatten in Lahti separate Quartiere.

### Programmänderungen
Der 30-km-Langlauf wurde schon am 2. März, die nordische Kombination am 2./3. März ausgetragen.

## Randnotizen
- Es waren pro Nation wieder mehr als vier Starter erlaubt, und zwar diesmal sechs (vor vier Jahren waren es sogar acht gewesen). Diese Regelung brachte es mit sich, dass vor allem bei den Herrenlanglaufbewerben der Hauptanteil der ersten 24 Klassierten aus Startern aus Skandinavien und der Sowjetunion bestand.
- Mit nur je einer Silber- und Bronzemedaille gab es für Norwegen eine für seine Ansprüche sehr bescheidene Ausbeute, wobei in mehreren Wettbewerben nicht einmal die Top Ten erreicht wurden.
- Die Schweizer Skispringer hatten eine Anreise hinter sich, die von mehreren Zwischenfällen begleitet war. Schon am Freitag-Nachmittag, 28. Februar, mussten sie in Zürich-Kloten lange auf den Abflug der Maschine warten, landeten somit erst nach Mitternacht in Stockholm. Am 1. März erfolgte der Überflug nach Helsinki, von wo die Reisegruppe per Autobus am Abend in Lahti eintraf. Aber es waren einige Koffer und sämtliche Sprungski verloren gegangen. Dieses Gepäck kam aber dann doch noch zum Vorschein.[5][6]
- Dem Großteil der Langläufer schmeckte zum Frühstück die finnische Kost mit Milch und Hafergrütze. Nur die Schweizer verlangten immer wieder nach grünem Salat und stopften Unmengen von Fruchtsalat in sich hinein. Der Speisezettel der Sowjet- und auch der ČSR-Läufer wies immer wieder Hühnerspeisen auf.[7]
- Am 4. März fand abseits vom Weltmeisterschaftstrubel auch eine «Neben-Weltmeisterschaft», ein 5-km-Lauf für Sportjournalisten, Fotoreporter, Wochenschau- und Kameraleute statt. In den Klassen bis 35 (Senioren I) und bis 45 Jahre (Senioren II) gab es finnische Siege, wobei Peter Wiede von der Süddeutschen Zeitung bei den Senioren I Vierter wurde; Paul Piguet von der «Tribune de Lausanne» rettete aber bei der Klasse über 45 Jahren mit seinem Sieg vor vier Skandinaviern die Ehre der Mitteleuropäer. Es nahmen 43 Vertreter des Nachrichtenwesens an diesen «Championnats», darunter zwanzig Ausländer (also Nicht-Skandinavier), teil.[8]

## Schlussfeier
Am Sonntagabend, 9. März, gab es eine kurze Feier in Anwesenheit des Staatspräsidenten Kekkonen, der selbst noch aktiver Skilangläufer war. FIS-Präsident Marc Hodler führte aus, dass Finnland nicht nur vier Weltmeistertitel gewonnen habe, sondern auch die Achtung und Zustimmung der teilnehmenden Länder und der ausländischen Gäste für die tadellose Organisation und die großen Zuschauermassen. Der finnische Skiverbands-Präsident Akseli Kaskala sagte, dass das finnische Volk glücklich über die Leistungen der Seinen sei, aber auch große Achtung für die Errungenschaften der Skisportler des Auslandes hege. Danach wurde die Weltmeisterschaftsfanfare gespielt und unter deren Klängen wurden die Fahnen der teilnehmenden Länder eingezogen.

## Medaillenspiegel
| Platz | Nation      | Gold | Silber | Bronze | Gesamt |
| ----- | ----------- | ---- | ------ | ------ | ------ |
| 01    | Finnland    | 4    | 3      | 3      | 10     |
| 02    | Sowjetunion | 2    | 4      | 1      | 7      |
| 03    | Schweden    | 2    | 0      | 2      | 4      |
| 04    | Norwegen    | 0    | 1      | 1      | 2      |
| 05    | DDR         | 0    | 0      | 1      | 1      |

| Platz | Sportler            | Gold | Silber | Bronze | Gesamt |
| ----- | ------------------- | ---- | ------ | ------ | ------ |
| 01    | Sixten Jernberg     | 2    | 0      | 1      | 3      |
| 02    | Veikko Hakulinen    | 1    | 1      | 1      | 3      |
| 03    | Kalevi Hämäläinen   | 1    | 0      | 1      | 2      |
| 04    | Paavo Korhonen      | 1    | 0      | 0      | 1      |
| 04    | Juhani Kärkinen     | 1    | 0      | 0      | 1      |
| 04    | Lennart Larsson     | 1    | 0      | 0      | 1      |
| 04    | Sture Grahn         | 1    | 0      | 0      | 1      |
| 04    | Per-Erik Larsson    | 1    | 0      | 0      | 1      |
| 09    | Pawel Koltschin     | 0    | 3      | 0      | 3      |
| 10    | Anatoli Scheljuchin | 0    | 1      | 1      | 2      |
| 11    | Sverre Stenersen    | 0    | 1      | 0      | 1      |
| 11    | Ensio Hyytiä        | 0    | 1      | 0      | 1      |
| 11    | Fjodor Terentjew    | 0    | 1      | 0      | 1      |
| 11    | Nikolai Anikin      | 0    | 1      | 0      | 1      |
| 15    | Arvo Viitanen       | 0    | 0      | 2      | 2      |
| 16    | Gunder Gundersen    | 0    | 0      | 1      | 1      |
| 16    | Helmut Recknagel    | 0    | 0      | 1      | 1      |
| 16    | Arto Tiainen        | 0    | 0      | 1      | 1      |

| Platz | Sportlerin          | Gold | Silber | Bronze | Gesamt |
| ----- | ------------------- | ---- | ------ | ------ | ------ |
| 01    | Alewtina Koltschina | 2    | 0      | 0      | 2      |
| 02    | Ljubow Kosyrewa     | 1    | 1      | 0      | 2      |
| 03    | Radja Jeroschina    | 1    | 0      | 0      | 1      |
| 04    | Siiri Rantanen      | 0    | 1      | 1      | 2      |
| 05    | Toini Pöysti        | 0    | 1      | 0      | 1      |
| 05    | Pirkka Korkee       | 0    | 1      | 0      | 1      |
| 07    | Märta Norberg       | 0    | 0      | 1      | 1      |
| 07    | Irma Johansson      | 0    | 0      | 1      | 1      |
| 07    | Sonja Edström       | 0    | 0      | 1      | 1      |

## Langlauf Männer
- Detaillierte Ergebnisse

### 15 km

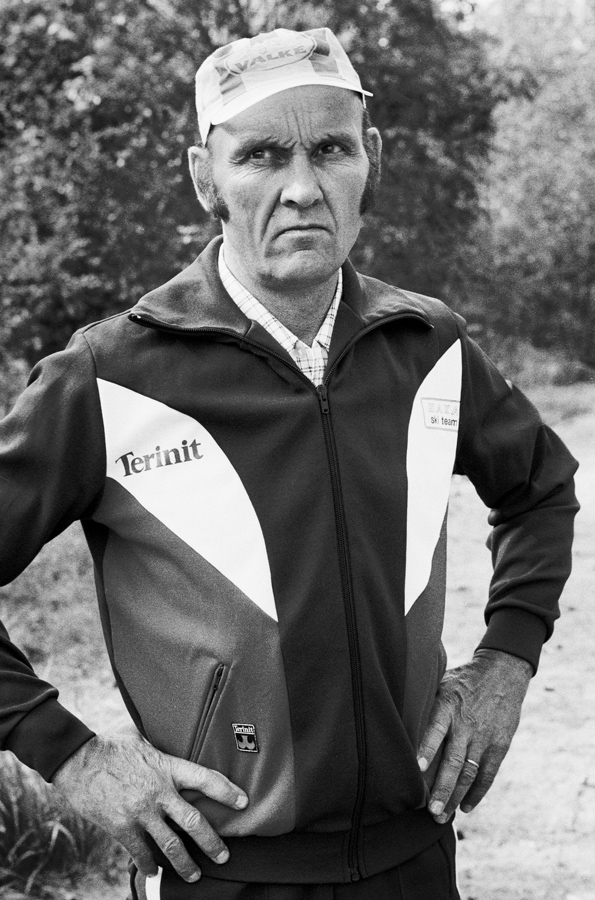
Einen kompletten Medaillensatz errang Veikko Hakulinen mit Gold über 15 km, Silber über 50 km und Bronze mit der Staffel

| Platz        | Sportler                | Zeit [min] |
| ------------ | ----------------------- | ---------- |
| 1            | Veikko Hakulinen        | 48:58,3    |
| 2            | Pawel Koltschin         | 49:11,8    |
| 3            | Anatoli Scheljuchin     | 49:29,4    |
| 4            | Sixten Jernberg         | 49:39,6    |
| 5            | Håkon Brusveen          | 49:50,3    |
| 6            | Fjodor Terentjew        | 49:53,7    |
| 7            | Arvo Viitanen           | 49:53,8    |
| 8            | Per-Erik Larsson        | 49:58,5    |
| 9            | Nikolai Anikin          | 50:05,1    |
| 10           | Kalevi Hämäläinen       | 50:15,1    |
| …            | …                       | …          |
| 16           | Jean Mermet             | 50:22,8    |
| 19           | Giuseppe Steiner        | 51:29,5    |
| 20           | Marcello de Dorigo      | 51:37,2    |
| 23           | Kuno Werner             | 51:58,1    |
| 28           | Fritz Kocher            | 52:28,0    |
| 31           | Tadeusz Kwapień         | 52:49,9    |
| 33           | Alphonse Baume          | 52:54,7    |
| 34           | Benoît Carrara          | 53:06,0    |
| 35           | Giulio Deflorian        | 53:12,2    |
| 36           | Takashi Matsuhashi      | 52:22,3    |
| 38           | Marcel Huguenin         | 53:35,9    |
| 39           | Adolf Jankowski         | 53:42,0    |
| 40           | Lorenz Possa            | 53:47,8    |
| 41           | Werner Moring           | 53:49,6    |
| 43           | Wilhelm Schmidt         | 54:00,4    |
| 44           | Ilja Matouš             | 54:00,6    |
| 45           | Ottavio Compagnoni      | 54:02,1    |
| 46           | Helmut Hagg             | 54:05,2    |
| 47           | Oskar Burgbacher        | 54:08,3    |
| 48           | Rudolf Dannhauer        | 54:11,1    |
| 52           | Michel Rey              | 54:21,7    |
| 53           | Mack Miller             | 54:22,7    |
| 55           | Enno Röder              | 54:23,1    |
| 56           | Rudolf Kopp             | 54:25,8    |
| 62           | Werner Zwingli          | 55:33,7    |
| 63           | Elmer Ypyä              | 55:39,0    |
| 64           | Zdravko Hlebanja        | 55:48,6    |
| 67 (letzter) | Jorge Gonzales Carrasca | 70:14,3    |

Datum: 4. März 1958
Weltmeister 1956:  Hallgeir Brenden
Bei der Auslosung hatte der Finne Veikko Hakulinen (als einer der letzten Starter) die Nr. 66 gezogen und den sowjetischen Läufer Pawel Koltschin unmittelbar vor sich. Hallgeir Brenden (Norwegen) hatte die 47, Sixten Jernberg (Schweden) die 55; die 1 hatte der Italiener Antonio Schelenatti (Endrang 42 in 53:52,5) vor dem Schweizer Alphonse Baume. Die Nummern der übrigen Schweizer: 21 Marcel Huguenin, 25 Werner Zwingli, 35 Fritz Kocher, 46 Michel Rey, 59 Lorenz Possa.
Es wurde um 15 Uhr Ortszeit gestartet. Die äußeren Bedingungen waren ungünstig mit 12 ° unter Null und scharfem Wind, bei dem die Läufer jeden Atemzug spürten. Positiv war, dass es keine Wachsprobleme gab. Die Loipe war anfangs vereist, bis zu Kilometer 5,5 wellig, danach ging es steil hinunter und einen Kilometer später gab es die schon bei den dreißig Kilometern mit ihren sechzig Metern aufgefallene «Tiritismaa-Steigung», worauf es erneut steil abwärts ging. Dieses Teilstück brachte manchem Teilnehmer einen erheblichen Zeitverlust. Vom achten Kilometer an bis ins Ziel sank die Loipe in welligem Gelände nach und nach von 120 auf 100 m Seehöhe.
Hakulinen war für den «Sprint» wegen seiner 33 Jahre als «zu alt» taxiert worden, eher hatte man ihm einen Sieg über 50 km zugetraut, nachdem er Gold auf seiner Spezialstrecke, den 30 km, verpasst hatte. Er gewann dennoch dieses Rennen und mit dem Sieg wurde ihm auch ein Platz unter den «Superchampions der Skigeschichte» zuteil, denn seine Medaillenzahl bei Olympia und Weltmeisterschaften lautete fünfmal Gold und viermal Silber. Der schnellste Start gelang zwar Koltschin, aber der nur dreißig Sekunden nach ihm gestartete Sieger behielt ihn immer in Sichtweite, was zum Erfolg mithalf. Nach fünf Kilometern führte Koltschin (15:10 min) vor Anatoli Scheljuchin (15:13 min) und Hakulinen (15:15 min), nach acht Kilometern bereits Hakulinen (27:00 min) vor Koltschin (27:05 min) und Jernberg (27:17 min). Scheljuchin (ein besserer Sprinter als Kletterer) konnte in der Endphase Jernberg ausstechen, aber Hakulinen verringerte den Abstand auf Koltschin Meter um Meter und schon vom Ziel aus konnte man sehen, dass er letztlich nur fünfzig Meter hinter dem sowjetischen Konkurrenten lag. Hakulinen sagte hinterher, dass er Glück hatte, die Startnummer direkt hinter Koltschin gehabt zu haben.
Mannschaftlich waren diesmal allerdings die sowjetischen Läufer die Besten. Sie brachten als einziges Land vier Sportler unter die ersten Zehn, aber Finnland konnte seine kompletten sechs Starter unter die ersten Fünfzehn bringen. Demgegenüber waren die Norweger die Geschlagenen, denn nach Håkon Brusveen klaffte bis Rang 21 (Harald Grønningen, 51:38,6 min) eine Lücke. Olympiasieger Brenden kam auf Rang 22 (51:56,8 min) – anderseits konnten sich ein Franzose (Jean Mermet war als Sechzehn bester nichtskandinavischer und nichtsowjetischer Läufer) und zwei Italiener unter den «Top 20» platzieren. Auch die Schweden schnitten schlechter als erwartet ab.
Bei den Schweizern trat Baume als erster in Erscheinung, er hatte schon nach fünf Kilometern Schelenatti überholt. Es war auch wieder ein Duell zwischen ihm und dem Zürcher Altmeister Kocher, doch im Gegensatz zum Renen über 30 km war diesmal Kocher mit Rang 29 der Bessere. Erfreulich war auch, dass alle sechs Schweizer ins Ziel kamen, es keinen Skibruch wie zwei Tage zuvor gegeben hatte. Ihre Ränge erregten kein Aufsehen, blieben aber nicht unter den Erwartungen.

### 30 km
| Platz        | Sportler            | Zeit [h]  |
| ------------ | ------------------- | --------- |
| 1            | Kalevi Hämäläinen   | 1:40:03,0 |
| 2            | Pawel Koltschin     | 1:40:15,2 |
| 3            | Sixten Jernberg     | 1:40:44,4 |
| 4            | Arvo Viitanen       | 1:41:28,1 |
| 5            | Arto Tiainen        | 1:41:45,0 |
| 6            | Veikko Hakulinen    | 1:41:48,8 |
| 7            | Auvo Simonen        | 1:42:11,1 |
| 8            | Veikko Räsänen      | 1:42:24,4 |
| …            | …                   | …         |
| 10           | Anatoli Scheljuchin | 1:42:50,7 |
| 12           | Fjodor Terentjew    | 1:43:43,8 |
| 13           | Wladimir Kusin      | 1:43:54,8 |
| 15           | Per Olsen           | 1:44:20,0 |
| 19           | Hallgeir Brenden    | 1:45:46,0 |
| 21           | Martin Stokken      | 1:46:21,2 |
| 23           | Jean Mermet         | 1:48:00,0 |
| 24           | Antonin Teplý       | 1:48:29,0 |
| 25           | Giuseppe Steiner    | 1:49:03,9 |
| 27           | Jaroslav Cardal     | 1:49:11,8 |
| 28           | Alphonse Baume      | 1:49:55,4 |
| 29           | Fritz Kocher        | 1:49:59,0 |
| 30           | Franco Vuerich      | 1:50:21,  |
| 32           | Wilhelm Schmidt     | 1:50:33,0 |
| 33           | Siegfried Weiß      | 1:50:43,1 |
| 34           | Federico Deflorian  | 1:50:50,5 |
| 35           | Ryszard Furtak      | 1:51:04,4 |
| 36           | Antonio Schenatti   | 1:51:13,7 |
| 37           | Arvo Aeyrentoe      | 1:51:17,9 |
| 39           | Innocenzo Chatrian  | 1:51:38,0 |
| 41           | Takashi Matsuhashi  | 1:52:15,7 |
| 42           | Hermann Möchel      | 1:52:24,9 |
| 43           | Benoît Carrara      | 1:52:27,2 |
| 44           | Jean Jordan         | 1:52:56,5 |
| 45           | Helmut Hagg         | 1:53:01,0 |
| 47           | Toni Haug           | 1:53:10,3 |
| 48           | Cammillo Zanolli    | 1:53:10,4 |
| 49           | Rudolf Kopp         | 1:53:17,3 |
| 50           | Marcel Huguenin     | 1:53:27,2 |
| 51           | Tauno Puikkinen     | 1:53:45,7 |
| 55           | Adolf Jankowski     | 1:57:21,7 |
| 45           | Helmut Hagg         | 1:53:01,0 |
| 56 (letzter) | Zrdravko Hlebanja   | 2:03:29,4 |

Datum: 2. März 1958
Weltmeister 1956:  Veikko Hakulinen
Start 9 Uhr; −6 °C, Sonne; bis auf zeitweise Windstöße ideales Wetter
62 gestartet, 56 klassiert; ausgeschieden u. a. Werner Zwingli und Erwino Hari (beide SUI)
ca. 50.000 Zuschauer
Die Siegerehrung zu diesem Rennen wurde durch den FIS-Präsidenten Marc Hodler eine halbe Stunde vor dem Start zum 15-km-Lauf der Nordischen Kombination vorgenommen.
Die ziemlich schwere Loipe begünstigte weder den Kletterer noch den Sprinter. Sie bestand aus zwei Schleifen von zwanzig und zehn Kilometern. Nach einem Flachstück von acht Kilometern kam bis zum 13. Kilometer die schwerste Partie des gesamten Rennens. Die Loipe senkte sich zum tiefsten Punkt auf 120 m Seehöhe bei km 9,5 und stieg rasch zum höchsten Punkt auf 180 m beim zwölften Kilometer. Der Rest der ersten Schleife und die gesamte zweite Schleife waren wellig und ziemlich stark coupiert, doch wurden keine so plötzlichen Anstrengungen wie zuvor verlangt.
Zwischenzeiten nach 20 km: 1. Hämäläinen 1:06:31 h / 2. Koltschin 1:06:54 h / 3. Jernberg 1:07:11 h. Koltschin konnte bis Kilometer 25 sechs Sekunden gutmachen, aber Tiainen lief hier am schnellsten, übersprang gleich fünf Ränge (von elf auf sechs) und stellte damit die Schlussordnung mit sechs Finnen unter den ersten Acht her.
Der Sieg des 26-jährigen Holzfällers Hämäläinen war eine Überraschung, weil im Training Tiainen sowie Olympiasieger Hakulinen als stärkste Finnen gegolten hatten. Was aber Hämäläinens Sieg geradezu sensationell machte, war seine Startnummer neun, denn seine ganz gefährlichen Konkurrenten kamen erst, er wusste wenig von ihren Zwischenzeiten, während diesen die seinen bekannt waren und alle sich danach richten konnten. Hämäläinen sagte hinterher, es sei ihm nichts anderes übrig geblieben, als ständig zu forcieren und er habe nur hoffen können, es der Konkurrenz unmöglich zu machen, sein Tempo zu halten. Am meisten Sorgen habe ihm Koltschin bereitet, von dem er wusste, dass dieser wenig Rückstand hatte. Das Resultat war für die UdSSR (alle sechs unter den besten Vierzehn), auch für Schweden mit wenigstens Jernberg unter den besten Zehn noch erträglich, während Norwegen eine schwere Niederlage mit Rang fünfzehn als Bestem erlitt. Bester Mitteleuropäer wurde der Franzose Mermet auf Rang 23.

Die Schweizer hatten großes Pech, schnitten dennoch gut ab. Bei zwei von ihnen, Werner Zwingli und Erwino Hari, brachen die Ski und sie mussten das Rennen vor dem achten Kilometer aufgeben.

### 50 km
| Platz        | Sportler            | Zeit [h]  |
| ------------ | ------------------- | --------- |
| 1            | Sixten Jernberg     | 2:56:21,9 |
| 2            | Veikko Hakulinen    | 2:57:39,7 |
| 3            | Arvo Viitanen       | 2:58:49,5 |
| 4            | Arto Tiainen        | 2:59:39,2 |
| 5            | Eero Kolehmainen    | 3:01:39,5 |
| 6            | Pawel Koltschin     | 3:01:53,4 |
| 7            | Kalevi Hämäläinen   | 3:02:49,4 |
| 8            | Anatoli Scheljuchin | 3:03:21,1 |
| 9            | Per-Erik Larsson    | 3:04:22,7 |
| 10           | Fjodor Terentjew    | 3:04:51,3 |
| …            | …                   | …         |
| 18           | Giuseppe Steiner    | 3:10:22,8 |
| 19           | Federico Deflorian  | 3:11:34,8 |
| 20           | Reidar Andreassen   | 3:11:45,7 |
| 22           | Helmut Hagg         | 3:13:02,0 |
| 23           | Jaroslav Cardal     | 3:13:06,2 |
| 24           | Ryszard Furtak      | 3:13:40,9 |
| 25           | Michel Rey          | 3:14:17,2 |
| 26           | Arvo Ayeranto       | 3:14:49,2 |
| 28           | Mack Miller         | 3:15:17,8 |
| 32           | Alphonse Baume      | 3:20:32,3 |
| 33           | Werner Mohring      | 3:20:51,4 |
| 34           | Jean Jordan         | 3:23:32,4 |
| 35           | Kuno Werner         | 3:23:59,8 |
| 37 (Letzter) | Takashi Matsuhashi  | 3:29:10,2 |

Datum: 8. März 1958
Weltmeister 1956:  Sixten Jernberg

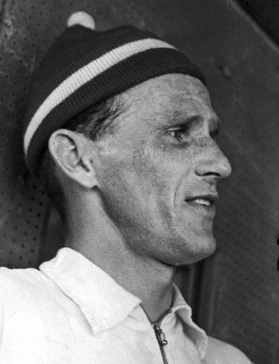
Doppelgold für Sixten Jernberg über 50 km sowie mit seiner Staffel

Vor 40.000 Zuschauern bei Temperaturen von −12 bis −10 °C und dem diesmal fehlenden scharfen Wind gingen in Abständen von dreißig Sekunden die 47 Läufer auf die Reise. Acht Meldungen, die Franzosen Jean Mermet und René Mandrillon, der Pole Tadeusz Kwapień, die DDR-Athleten Adolf Jankowski und Rudolf Dannhauer, Hermann Möchel (FRG), Camillo Zanolli (ITA) und Leo Massa (USA), wurden zurückgezogen.
Die Loipe bestand aus einer zweimal zurückzulegenden 20-km-Schleife, auf der die Hauptschwierigkeiten lagen, und einer relativ leichten 10-km-Schleife als Schluss. Es begann mit einem Steilstück vom Stadion bis zum ersten Kilometer. Einer Abfahrt folgte eine weitere Steigung bis zu Kilometer drei und einer erneuten Abfahrt. Der erste große Brocken war der Munakukkula-Hügel bei Messilä, wo die Loipe bei 8,4 km ihren höchsten Punkt auf zweihundert Meter Seehöhe erreichte und sich steil bis zum tiefsten Punkt auf neunzig Meter Seehöhe bei 9,3 km senkte. Auf den Kilometern fünfzehn sowie sechzehn musste dieser Hügel nochmals genommen werden und anschließend ging es leicht bergab ins Stadion.
Mit Jernberg gelang es endlich einem Athleten, seinen Titel zu verteidigen, wobei er mit über einer Minute Vorsprung deutlich siegte. Als Mannschaft dominierten erneut die Finnen klar. Nur Auvo Simonen, der die ersten dreißig Kilometer über seine Verhältnisse gelaufen war, musste nach 44 km aufgeben. Zu den Geschlagenen zählten diesmal die Sowjetläufer, während schon weniger überraschend das neuerliche Versagen der Norweger kam, deren Bester hinter zwei Italienern auf den zwanzigsten Rang kam. Sogar der Schweizer Michel Rey konnte einen Norweger hinter sich lassen. Drei Teilnehmer gaben auf. Die Italiener, mannschaftlich schon in allen bisherigen Läufen der Männer die besten Mitteleuropäer, standen diesmal auch im Einzelklassement an der mitteleuropäischen Spitze. Die Schweizer konnten infolge der Verletzung Fritz Kochers nur mit fünf Teilnehmern starten, wovon vor dem 33-km-Kontrollpunkt zwei Aufgaben (Golay, Harri) zu verzeichnen waren.
Das Rennen entwickelte sich zu einem ununterbrochenen Duell zwischen Jernberg und Hakulinen, in dem sonst niemand mitreden konnte. Es war eine Wiederholung der 50 km von Cortina d’Ampezzo 1956. Jernberg begann schneller, ließ nach zehn Kilometern etwas nach, eroberte aber auf halbem Weg die Spitze zurück, die er bis ins Ziel hielt. Nach seinen Aussagen fand er die 50 km von Cortina eindeutig schwerer. Lahti habe eine bessere Loipe mit «führigerem Schnee» gehabt und sei in der Anlage nicht schwerer gewesen. Da Hakulinen hinter ihm mit der nächsten Startnummer weggelaufen war, musste er nur verhindern, dass dieser ihm auf dem Leib rückte. Als er um Kilometer dreizehn und vierzehn aus der Begeisterung der finnischen Zuschauer, die über die Zwischenzeiten informiert waren, schließen konnte, dass Hakulinen etwas bessere Messungen hatte, war ihm «etwas ungemütlich» geworden, doch habe er dem Finnen keine Gelegenheit gegeben, ihn in seine Nähe kommen zu lassen. Nach 25 km habe er Viitanen eingeholt und ihn bis ins Ziel als Schrittmachter benützt. Am Schluss habe er Reserven gehabt und hätte die Geschwindigkeit der letzten zehn km noch weitere dreißig km durchgehalten.
Rennverlauf: Während nach acht Kilometern Jernberg in 28:30 min vor Hakulinen (28:35 min) und Hämäläinen (28:42 min) führte, lautete der Stand nach fünfzehn Kilometern Hakulinen in 1:10:13,2 h vor Jernberg (1:10:26,6 h), Hämäläinen (1:11:06,1 h). Im Anmarsch zur dritten Passage des Munakukkula-Hügel legte der gewarnte Jernberg einen Zwischenspurt ein und verwandelte auf den nächsten acht Kilometern den Rückstand von dreizehn Sekunden in einen Vorsprung von 27 Sekunden. Koltschin geriet in Schwierigkeiten, Terentjew kam stark auf. Nach 28 Kilometern ergaben die Zeitnahmen für Jernberg 1:39:43 h, Hakulinen 1:40:10 h, Hämäläinen 1:41:20 h, Tiainen 1:41:25 h, Simonen 1:41:30 h, Kolehmainen 1:41:57 h, Viitanen 1:42:11 h, Terentjew 1:42:27 h, Koltschin 1:42:27 h und Scheljuchin 1:42:41 h. Der Italiener Deflorian lag in 1:46:00 h auf Rang siebzehn, der beste Schweizer war Rey in 1:48:33 h auf Rang 24. Die beiden Norweger Kvello und P Olsen und auch Burgbacher (FRG) hatten aufgegeben.
Es folgten Schwächeanfälle von Simonen und Terentjew, auch den Schweizern setzten das Schlussstück der dritten Steigung und die Abfahrt zu. Harri und Golay gaben auf, Rey und Jordan verloren Ränge. An der Spitze änderte sich hingegen praktisch nichts. Die vierte Steigung versetzte Simonen den «K.-o.-Punch». Jernberg verdoppelte indessen seinen Vorsprung auf Hakulinen auf mehr als eine Minute, stark waren in dieser Phase Viitanen, der von Rang fünf auf drei vorstieß, und Koltschin – von neun auf sieben. Die gemessenen Zeiten beim vierzig Kilometern lauteten: 1. Jernberg 2:22:12,3 h / 2. Hakulinen 2:23:19,3 h / 3. Viitanen 2:24:44,3 h / 4. Tiainen 2:25:29,6 h / 5. Hämäläinen 2:25:29,6 h.
In der ersten Hälfte der letzten Schleife konnte Jernberg seine Marge leicht erhöhen, stärkster Sprinter war Koltschin, der auf Hämäläinen eine Minute gutmachte. Bei den Schweizern fiel Jordan mehr und mehr zurück, Giuseppe Steiner avancierte zum besten Mitteleuropäer.

### 4 × 10 km Staffel
| Platz | Land             | Sportler                                                                  | Zeit [h]  |
| ----- | ---------------- | ------------------------------------------------------------------------- | --------- |
| 1     | Schweden         | Sixten Jernberg Lennart Larsson Sture Grahn Per-Erik Larsson              | 2:18:15,0 |
| 2     | Sowjetunion      | Fjodor Terentjew Nikolai Anikin Anatoli Scheljuchin Pawel Koltschin       | 2:18:44,4 |
| 3     | Finnland         | Kalevi Hämäläinen Arto Tiainen Arvo Viitanen Veikko Hakulinen             | 2:19:23,2 |
| 4     | Norwegen         | Hallgeir Brenden Oddmund Jensen Martin Stokken Håkon Brusveen             | 2:22:46,2 |
| 5     | Italien          | Federico Deflorian Ottavio Compagnoni Marcello De Dorigo Giuseppe Steiner | 2:23:03,9 |
| 6     | Frankreich       | Victor Arbez René Mandrillon Benoît Carrara Jean Mermet                   | 2:25:46,3 |
| 7     | Schweiz          | Alphonse Baume Lorenz Possa Michel Rey Fritz Kocher                       | 2:27:23,2 |
| 8     | DDR              | Werner Mohring Rudolf Dannhauer Adolf Jankowski Kuno Werner               | 2:28:33,9 |
| 9     | Polen            |                                                                           | 2;28:42,4 |
| 10    | BR Deutschland   | Toni Haug Siegfried Weiß Wilhelm Schmidt Helmut Hagg                      | 2:30:39,1 |
| 11    | Tschechoslowakei |                                                                           | 2:31:16,8 |
| 12    | USA              |                                                                           | 2:34:00,1 |

Datum: 6. März 1958
Weltmeister 1956:  Sowjetunion (Fjodor Terentjew, Pawel Koltschin, Nikolai Anikin, Wladimir Kusin)
Teilnehmer: 12 Staffeln, die gleichzeitig starteten
10.000 Zuschauer, leichtes Schneetreiben
Die Loipe war dieselbe wie für den 10-km-Einzellauf der Frauen mit total fünfzig Metern Höhendifferenz und dem schwersten Stück auf den ersten drei Kilometern, auf denen gleich der höchste Punkt erreicht werden musste.
Der Schwede Sixten Jernberg war der überragende Mann der Konkurrenz, er setzte sich als erster Läufer seines Teams gleich an die Spitze, steigerte sich zu einem fabelhaften Finish und schickte Lennart Larsson mit achtzehn Sekunden Vorsprung vor dem sowjetischen Startläufer Fjodor Terentjew auf die zweite Teilstrecke. Schweden gab die Führung trotz Vorstoßversuchen der sowjetischen Mannschaft nicht mehr ab. Beinahe hätte Italien eine Überraschung geliefert und Norwegen auf den fünften Platz verwiesen. Erst im letzten Teilstück gelang es Norwegen, die Italiener abzuschütteln.
Die besten Laufzeiten, welche allerdings nicht ohne Weiteres verglichen werden können, da zunehmender Wind und Schneefall die Bedingungen für die Läufer der dritten und vierten Teilstrecke ungünstiger gestalteten: 1. Jernberg 34:10,8 min / 2. E. Larsson 34:15,7 min / 3. Koltschin 34:24,9 min / 4. Terentjew 34:28,7 min / … / 10. De Dorigo 34:54,0 min (damit besser als der beste Norweger) / 12. Brusveen 35:02,0 min / … 23. Kocher 36:34,3 min (bester Schweizer).
Auf Grund der Leistungen im 15-km-Einzellauf hätte die Reihenfolge ganz eindeutig Sowjetunion vor Finnland und Schweden lauten sollen. Auch eventuell hätte man die Finnen im ersten Rang erwartet, da sie mit Ausnahme vom 15-km-Sieger Hakulinen eher unter der erwarteten Form geblieben waren und auf einen Formanstieg in der Staffel bauen konnten. Ein taktischer Schachzug Schwedens war, ihren stärksten Mann Jernberg nicht als Schlussläufer, sondern auf den ersten zehn Kilometern einzusetzen. Es war eine aus der Offensive geborene Idee, ein reines Experiment einer Mannschaft, die nichts zu verlieren und alles zu gewinnen hatte. Der nicht nur in Schweden, sondern in der ganzen Welt als Kapazität im Skilauf geltende Sigge Bergmann, der bereits nach dem Mannschaftswettkampf 1956 erklärt hatte, dass der beste Mann mit klarem Kopf die Startstrecke laufen müsse, hatte diese Idee. Die Teamführung hoffte auf die psychologische Wirkung der frühzeitigen schwedischen Führung, und der «Tre-Kronor»-Staffel kam je eine schwache Leistung bei den Gegnern zu Hilfe: Bei den Finnen startete 30-km-Weltmeister Hämäläinen sehr langsam – auf der vielgenannten Steigung nur mit der achtbesten Zeit und dadurch mehr als eine Minute auf Jernberg und 54,8 s auf Terentjew. In der sowjetischen Staffel versagte der zweite Mann, Anikin, der es Larsson erlaubte, den Vorsprung auf 36 Sekunden zu verdoppeln. Wohl kam Scheljuchin bis zum dreißigsten Kilometer auf zwanzig Sekunden heran. Anschließend gelang es Koltschin sogar, mit sehr schnellem Lauf Larsson zu überholen, aber er vermochte den Schweden nicht abzuschütteln und die frühe Anstrengung ließ ihm keine Reserven für den Endkampf, sodass er wieder Zeit verlor. Obgleich die Finnen beim letzten Wechsel nur noch 46 bzw. 26 Sekunden dahinter lagen, vergrößerte sich der Abstand wieder, weil Schlussmann Hakulinen nicht so gut wie erhofft lief. Brenden war für Norwegen am schnellsten gestartet, fiel aber auf Rang vier zurück, dagegen entwickelte sich Deflorian für Italien erst auf den zweiten fünf Kilometern und verbesserte sich von Platz neun auf Rang fünf. Die Italiener kamen nicht unerwartet auch in diesem Rang ins Ziel, wobei De Dorigo mit der drittbesten Zeit in seiner Runde hinter Viitanen (FIN) und Scheljuchin (UdSSR) sogar auf Gesamtrang vier vor Norwegen vorstieß, aber der norwegische Schlussläufer Brusveen war für den Italiener Steiner doch zu stark. Polen wurde in der letzten Runde noch von dem Schweizer Kocher und Werner (DDR) überholt. Allerdings musste auch festgestellt werden, dass hinter dem Medaillentrio eine große Lücke klaffte, da Norwegen in diesem Staffellauf auf das Niveau der besten Mitteleuropäer zurückgefallen war. Andererseits konnte das Ergebnis auch derart interpretiert werden, dass die besten Mitteleuropäer nicht mehr so weit von der Spitzenklasse entfernt waren. So lag Italien nur mehr 4:49 h hinter den siegreichen Schweden. 1956 waren es acht Minuten gewesen. Die Schweizer entsprachen ungefähr den in sie gesetzten Erwartungen.

## Resultate Langlauf Frauen
- Detaillierte Ergebnisse

### 10 km

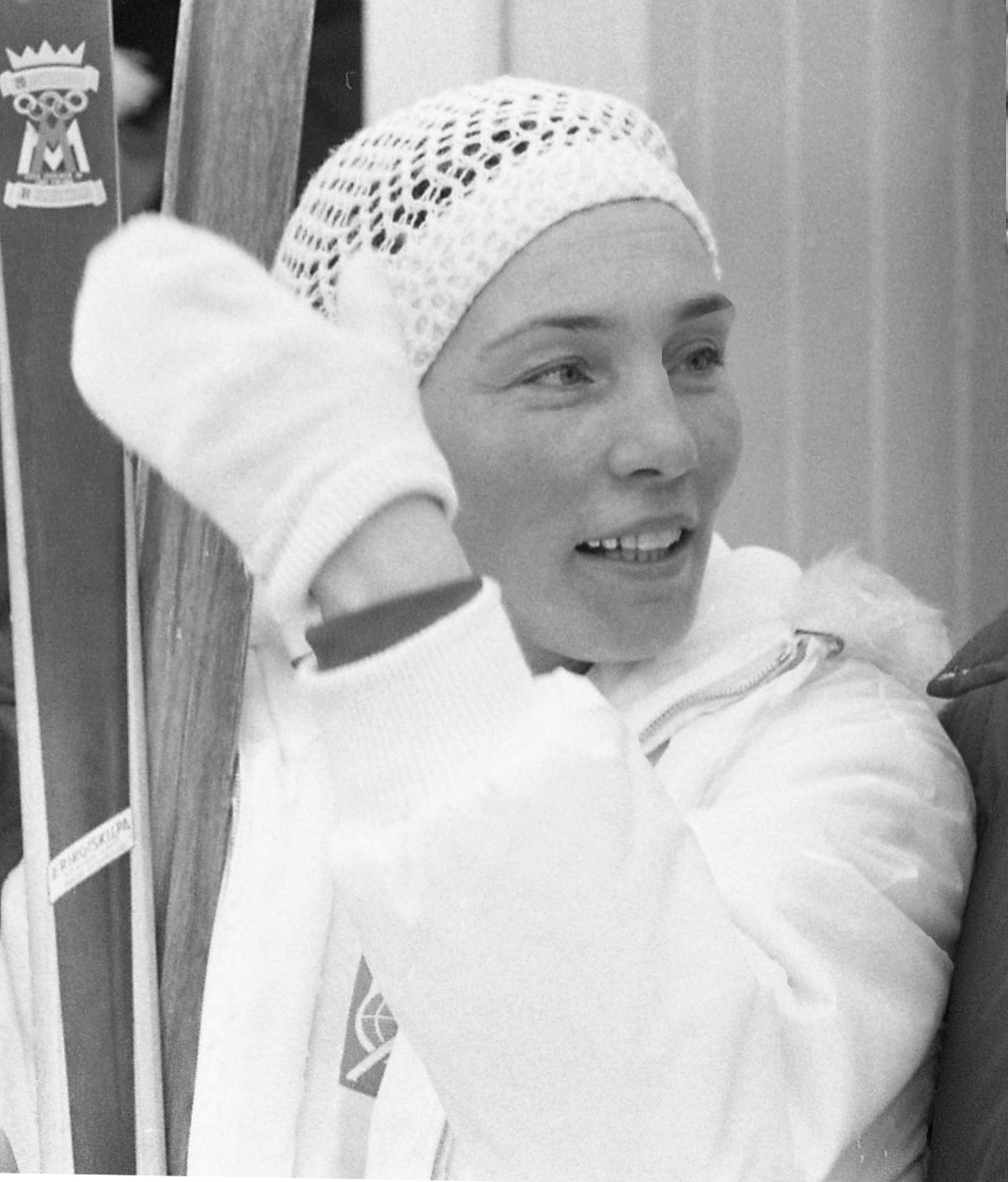
Die überaus erfolgreiche Alewtina Koltschina gewann zweimal Gold: über 10 km und mit ihrer Staffel

| Platz       | Sportlerin           | Zeit [min] |
| ----------- | -------------------- | ---------- |
| 1           | Alewtina Koltschina  | 44:49,0    |
| 2           | Ljubow Kosyrewa      | 45:28,2    |
| 3           | Siiri Rantanen       | 46:02,8    |
| 4           | Radja Jeroschina     | 46:21,8    |
| 5           | Jewdokija Smirnowa   | 47:01,5    |
| 6           | Marija Gussakowa     | 47:01,9    |
| 7           | Toini Pöysti         | 47:02,5    |
| 8           | Jewdokija Mekschilo  | 47:24,9    |
| 9           | Eva Hög              | 47:30,1    |
| 10          | Märta Norberg        | 47:53,7    |
| 11          | Sonnhilde Kallus     | 47:55,7    |
| 12          | Józefa Peksa-Konopka | 48:05,6    |
| …           | …                    | …          |
| 17          | Christa Göhler       | 48:57,0    |
| 19          | Rita Czech-Blasel    | 49:20,3    |
| 22          | Sonja Edström        | 49:55,6    |
| 23          | Rakel Wahl           | 49:57,9    |
| 30          | Mara Rekar           | 53:54,5    |
| 31 (letzte) | Renate Borges        | 54:16,4    |

Datum: 5. März 1958
Weltmeisterin 1956:  Ljubow Kosyrewa
33 Läuferinnen gestartet, 31 im Ziel
Die Auslosung begünstigte die ohnehin favorisierten UdSSR-Damen, von denen Kosyrewa die Nr. 25 und Jeroschina die Nr. 26 erhielten. Die Finnin Rantanen zog die 24. Das Publikumsinteresse war eher mäßig, die Konkurrenz war bei der geringen Starterinnenzahl auch relativ schnell abgewickelt.
Der Wettbewerb stellte an die Teilnehmerinnen zu große Anforderungen, die Steigungen konnten nur mit größten Anstrengungen genommen werden. Es gab nach einem plötzlichen Temperaturanstieg weichen und pappigen Schnee, das Wachsen der Skier wurde zu einem großen Problem. Die zum Abstreifen der Ski an vielen Punkten der Loipe verteilten Reisigbündel wurden oftmals in Anspruch genommen.
Dass sich die Zuschauerzahl in Grenzen hielt, lag auch daran, dass ein sowjetischer Sieg praktisch sicher war und es in den Spekulationen nur darum ging, welche sowjetische Läuferin die Goldmedaille gewinnen werde. Koltschina konnte die Siegerin aus Falun 1954 und aktuelle Titelverteidigerin Kosyrewa um 20,2 Sekunden schlagen. Wie in Cortina d’Ampezzo 1956 fiel Bronze wieder an Skandinavien, und zwar an die Veteranin Rantanen, während die Schwedin Edström – Olympiadritte 1956 – einen rabenschwarzen Tag erwischt hatte und hinter fünf Mitteleuropäerinnen als letzte der schwedischen Fünfervertretung nur auf Rang 22 kam. Nicht ganz unerwartet erwies sich Sonnhilde Kallus (DDR) als beste Mitteleuropäerin. Sie hatte sich schon an den SDS-Rennen in Grindelwald als schärfste Konkurrentin der Skandinavierinnen und sowjetischen Läuferinnen erwiesen und die als eigentlich stärkste Mitteleuropäerinnen betrachteten Polinnen und Tschechoslowakinnen geschlagen. Einmal mehr gab es ein völliges Versagen Norwegens, deren beste, Rakel Wahl, Dreiundzwanzigste wurde.
Die schnellsten Starts hatten die spätere Siegerin und Jeroschina mit 1:16 min, am halben Weg führte zwar Kosyrewa (23:19 min) vor Koltschina (23:22 min), doch diese musste ihre errungene Position bald wieder abgeben. Ansonsten änderte sich auf den ersten fünf Rängen nichts mehr. Alle 31 im Ziel angekommenen Sportlerinnen waren samt und sonders äußerst erschöpft. Kosyrewa wurde im Ziel ohnmächtig, die nachkommende Rantanen, der es ebenfalls vor den Augen schwamm, wäre fast über sie gefallen.

### 3 × 5 km Staffel
| Platz | Land             | Sportlerin                                                | Zeit [h]  |
| ----- | ---------------- | --------------------------------------------------------- | --------- |
| 1     | Sowjetunion      | Radja Jeroschina Alewtina Koltschina Ljubow Kosyrewa      | 0:58:32,4 |
| 2     | Finnland         | Toini Pöysti Pirkka Korkee Siiri Rantanen                 | 1:00:14,0 |
| 3     | Schweden         | Märta Norberg Irma Johansson Sonja Edström                | 1:01:58,5 |
| 4     | Polen            | Maria Gąsienica Bukowa Stefania Biegun Józefa Czerniawska | 1:04:27,3 |
| 5     | Tschechoslowakei | Libuše Patočková Anna Fialová Eva Benešová                | 1:04:18,3 |
| 6     | DDR              | Christa Göhler Elfriede Spiegelhauer Sonnhilde Kallus     | 1:05:41,7 |
| 7     | Norwegen         | Rakel Wahl Gina Regland Ingrid Wigernæs                   | 1:06:28,7 |

Datum: 7. März 1958
Weltmeisterinnen 1956: FIN (Sirkka Polkunen – Karriere beendet / Mirja Hietamies – Karriere beendet, Siiri Rantanen)
Aufgrund des 10-km-Resultats hatte es im skandinavischen Lager keine Hoffnungen auf einen Erfolg gegeben, und mit 1:41,6 min Vorsprung war der Sowjetunion, die von Beginn an führte, am Ende tatsächlich sehr deutlich. Auch die weiteren Plätze wurden mit klaren Abständen entschieden. So war Finnland auf dem Silberrang ebenso wenig gefährdet wie Schweden auf Platz drei. Die Schwedinnen hatten zwar schwach begonnen, aber auf der zweiten und dritten Teilstrecke erarbeiteten sie einen soliden Vorsprung auf die Polinnen. Sonja Edström, die im 10-km-Einzellauf versagt hatte, fand ihre Form wieder und machte den besten Eindruck nach den sowjetischen Läuferinnen und der Finnin Rantanen. Die Zeiten waren in den ersten fünf Kilometern die besten, was durch Wind und Schnee beeinflusst war, denn gegen Schluss waren die äußeren Bedingungen nicht mehr so günstig.
Die besten Einzelzeiten: 1. Jeroschina 19:25,6 min / 2. Koltschina 19:29,9 min / 3. Kosyrewa 19:36,9 min / 4. Pöysti 19:52,3 min / 5. Rantanen 20:09,9 min / 6. Korkee 20:11,3 min / 7. Edström 20:14,4 min
Stand nach005 km: 1. Sowjetunion 19:25,6 min / 2. Finnland 19:52,3 min / 3. ČSR 21:14,9 min / 4. Schweden 21:19,3 min

Stand nach 10 km: 1. Sowjetunion 38:55,5 min / 2. Finnland 40:04,3 min / 3. Schweden 41:44,1 min / 4. Polen 42:09,1 min

## Skispringen Männer
Detaillierte Ergebnisse

### Normalschanze
| Platz        | Sportler              | Weiten [m]  | Punkte |
| ------------ | --------------------- | ----------- | ------ |
| 1            | Juhani Kärkinen       | 74,0 / 66,5 | 224,5  |
| 2            | Ensio Hyytiä          | 65,0 / 72,5 | 214,5  |
| 3            | Helmut Recknagel      | 69,0 / 66,0 | 213,5  |
| 4            | Harry Glaß            | 67,5 / 62,5 | 211,0  |
| 5            | Asbjørn Osnes         | 68,5 / 64,5 | 209,5  |
| 6            | Antero Immonen        | 69,5 / 59,5 | 208,0  |
| 7            | Bengt Eriksson        | 67,0 / 66,5 | 207,0  |
| 8            | Werner Lesser         | 65,0 / 64,5 | 206,0  |
| 9            | Nikolai Kamenski      | 68,0 / 60,5 | 204,5  |
| 9            | Kalevi Kärkinen       | 67,5 / 61,0 | 204,5  |
| 9            | Nikolai Schamow       | 68,5 / 61,0 | 204,5  |
| 12           | Otto Leodolter        | 67,5 / 62,0 | 204 0  |
| 13           | Arne Hoel             | 69,0 / 58,0 | 203,0  |
| 14           | Walter Steinegger     | 66,5 / 64,0 | 201,0  |
| 16           | James House           | 67,5 / 62,0 | 200,5  |
| 21           | Torbjørn Yggeseth     | 65,0 / 62,0 | 195,0  |
| 22           | Władysław Tajner      | 59,5 / 64,5 | 194,5  |
| 23           | Max Bolkart           | 67,5 / 56,5 | 192,5  |
| 26           | Andreas Däscher       | 59,5 / 60,0 | 190,0  |
| 27           | Georg Thoma           | 62,5 / 58,5 | 189,5  |
| 28           | Jean Jacques Charland | 62,5 / 57,5 | 189,5  |
| 30           | Sadao Kikuchi         | 58,0 / 60,5 | 188,5  |
| 31           | Walter Habersatter    | 61,0 / 57,5 | 187,5  |
| 36           | Willi Egger           | 59,0 / 61,5 | 184,0  |
| 36           | Alois Leodolter       | 59,5 / 56,0 | 184,0  |
| 36           | Enzo Perin            | 58,5 / 60,0 | 184,0  |
| 39           | Jože Langus           | 58,0 / 58,0 | 183,5  |
| 40           | Peter Müller          | 56,5 / 58,0 | 183,0  |
| 41           | Helmut Bleier         | 61,5 / 58,5 | 182,5  |
| 46           | Koba Zakadse          | 67,0 / 68,5 | 179,0  |
| 51           | Hugo Fuchs            | 58,5 / 50,5 | 175,0  |
| 53           | Manfred Brunner       | 66,5 / 64,5 | 174,0  |
| 59           | Gilbert Meylan        | 56,5 / 43,5 | 148,0  |
| 61 (letzter) | Albert Kälin          | 55,0 / 52,5 | 135,0  |

Datum: 9. März 1958
Weltmeister 1956:  Antti Hyvärinen (nach Hüftbruch rekonvaleszent, er konnte daher auch nicht die finnischen Ausscheidungsbewerbe bestreiten)
Die Jury war «diplomatisch» mit je einem Richter aus jedem Land der «Großen Fünf» zusammengesetzt, und zwar mit Erkki Hovi (FIN), Erich Recknagel (DDR), Michail Schemezew (URS), Ivar Lindström (SWE) und Sverre Bøsjø (NOR). Sie waltete im Allgemeinen mit ziemlicher Strenge, die Notengebung war jedoch besser als beim Springen der Nordischen Kombination, bei dem es große Differenzen gegeben hatte. Diesmal erhielt Sieger Kärkinen im ersten Sprung von allen Punktrichtern 18,5 P.
Die äußeren Bedingungen waren gut, Anlauf- und Aufsprungbahn tadellos präpariert und bei −6 °C hatte der Schnee durchwegs gute Konsistenz.
120.000 Zuschauer!
Es gab nationenmäßig dasselbe Resultat wie bei Olympia 1956 mit Gold und Silber für Finnland sowie Bronze für die DDR. Finnlands Vorherrschaft wurde ein weiteres Mal bestätigt, wobei kaum Aussicht bestand, das finnische Regiment in absehbarer Zeit streitig zu machen (mit 22 Jahren war Sieger Kärkinen der Älteste des Quartetts). In der Mannschaftsleistung, die allerdings hier noch nicht gewertet wurde, folgte ebenso die DDR, während Norwegen und Schweden nur je einmal in den «Top Ten» vertreten waren. Die Sowjets enttäuschten – nicht das erste Mal bei diesen Weltmeisterschaften – es gab nur den zweifachen ex-aequo-Rang neun, der nächste sowjetische Springer folgte erst auf Platz neunzehn. Bestes Team der «zweiten Klasse» war erwartungsgemäß Österreich. Man hätte den Österreichern sogar etwas mehr zugetraut, doch wirkten sie samt und sonders etwas nervös und kamen nicht an ihre Trainingsresultate heran. Die positive Überraschung waren die US-Amerikaner mit zwei Plätzen in den ersten Zwanzig (sechzehnter und neunzehnter Rang).
Der Schweizer Andreas Däscher war durch seinen bandagierten linken Unterarm nach seinem kürzlichen Handgelenkbruch gehemmt, dennoch überraschte es, dass er weder in den Weiten noch im Stil auch nur eine Chance hatte, unter die ersten Zwanzig zu kommen. Es war aber das Resultat der übrigen drei Schweizer viel bedenklicher, wobei Kälin einen Sturz verzeichnete. Zwar hatte sich Trainer Fritz Tschannen von Kälin, Perret und Meylan keine großen Taten erwartet, doch sicherlich mehr als diese Deklassierung. In der ganzen Konkurrenz hatte es bei 122 Sprüngen nur fünf unter fünfzig Metern gegeben, zwei davon leisteten sich die Schweizer, wobei Meylan mit 43,5 m überhaupt den kürzesten zeigte.
Juhani Kärkinen holte seine Goldmedaille ganz überlegen, sein erster Sprung war ein wahres Wunderwerk. Es war der einzige gestandene über siebzig Meter hinaus, und das gleich mit 74 m. Das gab 114,5 Punkte. Immonen als Zweiter erhielt 108 P. So musste Kärkinen seinen zweiten Sprung eigentlich nur stehen, um zu gewinnen. Auf den nächsten Plätzen waren nach dieser ersten Serie zu finden: Rang drei ex aequo Hoel, Recknagel und Glaß mit 107,5 P / Rang sechs ex aequo Kalevi Kärkinen und Osnes. Der nebst J. Kärkinen am stärksten eingeschätzte Finne Eino Kirjonen begrub seine Chancen durch einen Sturz im zweitlängsten Sprung (73 m), Koba Zakadse (UdSSR) erging es bei 67 m genauso. Beide hatten zu starke Vorlage, die Kurjonen auch beim zweiten Sprung touchieren ließ. In beiden Sprüngen wirkte auch der Bundesdeutsche Max Bolkart unsicher.
Die Jury ließ den Anlauf im zweiten Durchgang verkürzen, vielleicht mit Rücksicht auf zeitweise unangenehme Windböen, deren eine an Kurjonens Sturz mitbeteiligt war. Diese Verkürzung schien es unmöglich zu machen, über 70 m zu kommen. Doch es war wieder ein Finne, dem das gelang: Hyytiä sprang auf 72,5 m, was ihm am Ende Silber einbrachte. Er war damit um 4,5 m besser als der in der Weite zweitbeste Zakadze. J. Kärkinen und der Schwede Eriksson waren mit 66,5 m gemeinsam Weitendritte. Hinsichtlich Bronze fiel die Entscheidung im allerletzten Sprung. Immonen, Hoel und Glaß hatten mehr an Länge verloren, als man erwarten durfte. Dem jüngeren Kärkinen gelang nicht die erhoffte Steigerung. So blickte alles auf Recknagel, dem letzten Springer: Er ging entschlossen auf Weite, schaffte 66 m und übertraf Glaß um 3,5 m. Das genügte. Er konnte mit viermal 17,5 und einmal 17,0 die besseren Stilnoten von Glaß (dreimal 18,0, zweimal 17,5) mehr als ausgleichen. Recknagel hatte damit doch die anfangs der Saison in ihn gesetzten Erwartungen, die später durch einen Trainingsausfall infolge einer Grippeerkrankung und seine langsame Erholung einen Stoß bekommen hatten, erfüllt. Die Konkurrenz war ein klarer Sieg für den finnischen Stil. Recknagel war der einzige der ersten Zehn, der nicht mit fest angelegten Händen, sondern mit nach vorne ausgestreckten Armen sprang, aber auch er praktizierte die starke Vorlage.
Als J. Kärkinen den zweiten Sprung absolviert hatte, war seine Goldmedaille endgültig gesichert, wenngleich die Konkurrenz noch einige Zeit weiterging. Kärkinen selbst sagte nachher, dass er trotz seines Vorsprungs «mit flauem Gefühl in seinem Magen an den zweiten Sprung herangegangen sei, weil er sich vor dem Wind gefürchtet habe».
Dieser Wind war auf alle Fälle ein wenig dafür verantwortlich, dass der Weltmeisterschaftsabschluss nicht derart würdig war wie namentlich der Abschluss vor zwei Jahren der Sprungwettbewerb bei den Olympischen Spielen. Dieser Bakken in Lahti war viel mehr dem Wind ausgesetzt und überließ etwas zu viel dem Zufall. Viel hing auch ab von der Vertrautheit mit der Schanze.

## Nordische Kombination Männer
Detaillierte Ergebnisse

### Einzel (Normalschanze / 15 km)
| Platz        | Sportler                  | Punkte (Lauf / Sprung)    |
| ------------ | ------------------------- | ------------------------- |
| 1            | Paavo Korhonen            | 448,500 (208,5 / 240,000) |
| 2            | Sverre Stenersen          | 447,690 (221,0 / 226,689) |
| 3            | Gunder Gundersen          | 444,552 (210,0 / 234,552) |
| 4            | Martti Maatela            | 444,155 (225,5 / 219,655) |
| 5            | Michail Prjachin          | 440,259 (209,5 / 230,759) |
| 6            | Leonid Fjodorow           | 438,759 (216,0 / 222,759) |
| 7            | Bengt Eriksson            | 438,069 (230,0 / 218,069) |
| 8            | Nikolai Gussakow          | 435,889 (206,5 / 229,379) |
| 9            | Tormod Knutsen            | 435,879 (206,5 / 229,379) |
| 10           | Kauko Pusenius            | 434,759 (210,0 / 224,759) |
| 11           | Arne Barhaugen            | 434,310 (203,0 / 231,310) |
| 12           | Keijo Verto               | 433,602 (216,5 / 217,103) |
| 13           | Alois Leodolter           | 432,172 (211,0 / 221,172) |
| 14           | Günter Flauger            | 430,397 (205,5 / 224,897) |
| 15           | Viteslav Lahr             | 430,000 (202,0 / 228,000) |
| 16           | Georg Thoma               | 429,828 (207,0 / 222,828) |
| 19           | Esko Jussila              | 432,724 (197,0 / 231.034) |
| 21           | Martin Körner             | 422,741 (205,5 / 217,241) |
| 22           | Vlastimil Melich          | 422,397 (193,5 / 228,897) |
| 24           | Franciszek Gąsienica Groń | 420,414 (196,0 / 224,414) |
| 25           | Sepp Schiffner            | 419,724 (190,0 / 229,724) |
| 26           | Enzo Perin                | 416,931 (193,0 / 223,931) |
| 27           | Yōsuke Etō                | 415,914 (219,5 / 196,414) |
| 30           | André Reymond             | 408,000 (188,0 / 220,000) |
| 32           | Siegfried Böhme           | 405,534 (184,5 / 221,034) |
| 35           | Louis-Charles Golay       | 399,069 (167,0 / 232,069) |
| 37 (letzter) | Alfred Vincelette         | 395,069 (183,0 / 212,069) |

Datum: 2./3. März 1958
Weltmeister 1956:  Sverre Stenersen

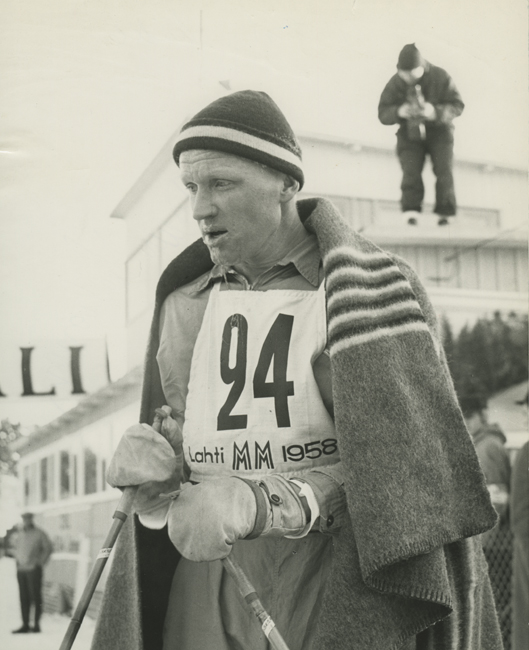
Nach schwächerem Sprung wurde Paavo Korhonen mit hervorragender Laufleistung Weltmeister

Der Österreicher Alois Leodolter belegte im Springen Rang sieben, im Langlauf Rang zwanzig, was ihm Endrang dreizehn brachte. Korhonen verdankt seinen Sieg mit dem Gewinn des Langlaufs.
Der Sprungwettbewerb am Salpausselkä-Bakken wurde am Nachmittag des 2. März in drei Durchgängen veranstaltet, wovon die beiden besten Wertungen ins Klassement kamen. 38 Herren nahmen daran teil.
Vor der Austragung des Kombinationslaufes wurde die Siegerehrung für den 30-km-Langlauf durch den FIS-Präsidenten Marc Hodler vorgenommen.
Im Springen errang der Finne Martti Maatela den Sieg, wobei er mit 69,5 Metern im dritten Sprung Tageshöchstweite erzielte. Im finnischen Lager hätte man zwar lieber Korhonen oder Jussila (letztlich Gesamtrang neunzehn) in der Leaderposition gesehen, denn Maatela galt im Langlauf als recht ungleichmäßig.

Resultat Springen: 1. Maatela / 2. Stenersen / 3. Eriksson / 4. Etō / 5. ex aequo Fjodorow & Verto / 7. Leodolter / … / 32. Reymond / 38. Golay
Der aktuelle norwegische Olympiasieger Stenersen enttäuschte etwas, die Teamführung hatte von ihm eine «Sicherheitsmarge» für den Langlauf erwartet, doch die 3,5 Punkte Rückstand waren gleichbedeutend mit einem Defizit von mehr als einer Minute. Im zweiten Durchgang konnte DDR-Springer Flauger mit 65 m (Note 102) nur von Maatela (64,5 m / 103 Punkte) überflügelt werden.
Die skandinavisch-sowjetische Vorherrschaft im Springen war nicht so ausgeprägt wie im Langlauf, denn der Japaner Etō (nach zwei Durchgängen sogar auf Rang eins – 203 Punkte gegenüber 200 von Maatela) lag auf Platz vier, der Österreicher Leodolter auf sieben.
Das Springen selbst war bei Sonnenschein, aber zehn Grad unter Null und erheblichem Gegenwind kein Vergnügen. Die mit der ohnehin schwierigen Schanze wenig vertrauten Ausländer wurden durch die Windstöße noch weiter benachteiligt, wenngleich vorerst mit verkürztem, erst ab dem zweiten Durchgang etwas verlängerten Anlauf gesprungen wurde. Den Schweizern ging es ganz schlecht: Reymond belegte nur den 32. Platz. Ihm mangelte es an der Länge. Golay kam beim ersten Mal zu früh vom Schanzentisch, nach leichter Verbesserung im zweiten Sprung verpasste er beim dritten erneut den Absprung – somit blieb ihm nur der Schlussrang. Beide Schweizer und auch die Deutschen Thoma und Schiffner klagten über den Wind.
Langlaufresultat: 1. Korhonen 51:32,7 min / 2. Berntsen 51:51,6 min / 3. Gundersen 52:52,1 min / 4. Golay 53:28,1 min / 5. Barhaugen 53:39,1 min / 6. Ristola 53:43,1 min / 7. Prjachin 53:47,2 min / 8. Schiffner 54:02,2 min / 9. Knutsen 54:06,9 min / 10. Melich 54:13,3 min / … / 12. Gusakow 54:36,1 min / 13. Stenersen 54:46,1 min / 14. Flauger 55:11,9 min / 15. Pusenius 55:14,0 min / 16. Gąsienica Groń 55:19,4 min / 17. Perin 55:26,3 min / 18. Thoma 55:42,0 min / 19. Fjodorow 55:42,7 min / 20. Leodolter 56:06,6 min / 24. Reymond 56:23,1 min / 26 Maatela 56:27,7 min / 29. Eriksson 56:51,3 min / 30. Körner 57:03,3 min / 33. Jussila 57:53,9 min / 34. Vincelette 58:17,9 min / 37. und Letzter Etō 1:07:05;4 min – wegen Verletzung nach dem Springen nicht angetreten: Kikuchi (JPN)
Die äußeren Bedingungen des Langlaufes waren −12 °C und beißender Wind; die Loipe hatte bei sieben Kilometer eine dreihundert Meter lange Steigung, bei km 8,5 eine zweihundert Meter lange, jedoch beide nicht sehr steil, sodass jeder im Feld gut zurechtkam. Das unerfreuliche Wetter ließ nur 4.000 Zuschauer im Stadion ausharren.
Korhonen gewann den Lauf derart überlegen, dass er Stenersen noch mit 0,89 Punkten schlagen konnte. Wie schon Hämäläinens 30-km-Sieg kam auch diese Goldmedaille überraschend. Zwar hatte der Finne in den Vorberichten zu den Mitfavoriten gezählt, doch nach Rang dreizehn im Springen war im Lager der Finnen davon ausgegangen worden, dass es für ihn im Lauf nicht mehr reichen würde, um Stenersen mit dessen Vorsprung von umgerechnet drei Minuten noch abzufangen. Maatela landete im Laufwettbewerb nur im unteren Tabellenbereich. Pech hatte Schwedens Eriksson, der auf Grund einer Fußverletzung nur 29. wurde. Etō war auf den 15 km offensichtlich überfordert, er wurde mit Abstand Letzter. Eine Enttäuschung brachte auch der Olympiadritte von 1956, der Pole Gąsienica Groń, der weder im Springen noch im Laufen auch nur im Entferntesten an seine Form von Cortina herankam und in der Endwertung den 24. Platz belegte. Stenersen hatte schon gleich nach dem Start bei einem Sturz einige Sekunden verloren und seine Laufleistung war allgemein schwächer als erwartet. Er belegte – genauso wie zuvor Korhonen im Springen – im Lauf Platz dreizehn. Die auffallendste Leistung lieferte nach jener Korhonens der Schweizer Golay, der sich nach seinem katastrophalen Sprungresultat rehabilitierte und Laufvierter wurde. An diesem Teilerfolg war auch Finnland mitbeteiligt, denn bei den Schweizern war mit Heikki Luoma ein Finne als Verbandstrainer engagiert. Trotz dieses Efforts kam Golay aber in der Endabrechnung wegen seines zuvor im Springen eingehandelten riesigen Rückstands nicht über Rang 35 hinaus.
Die Mitteleuropäer waren allgemein etwas zu forsch losgegangen, voran der besonders enttäuschte Schiffner, der zusammen mit Gąsienica als schärfster Rivale der Skandinavier und Sowjets gegolten hatte. Beide mussten aber bei der ersten Steigung zurücknehmen.